# Philip Strax

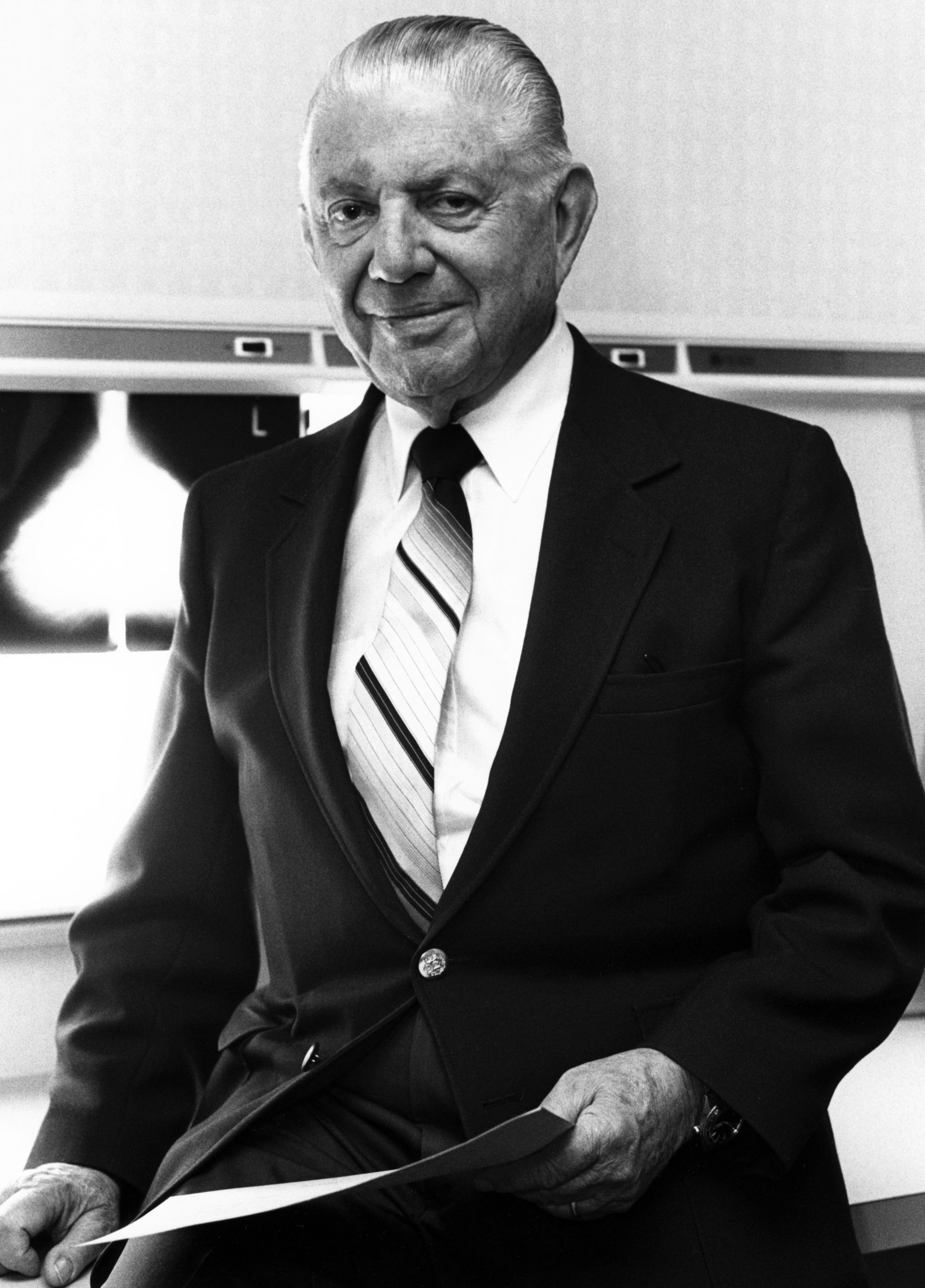
Philip Strax

Philip Strax (* 1. Januar 1909 in Brooklyn; † 9. März 1999 in Bethesda (Maryland)) war ein US-amerikanischer Mediziner. Er war ein Pionier der Vorsorgeuntersuchung gegen Brustkrebs mit Mammographie.
Strax war der Sohn von Einwanderern aus Osteuropa und studierte Medizin an der New York University Medical School mit dem Abschluss (M.D.) 1931 und war danach niedergelassener Arzt in Manhattan und Radiologe, zuletzt an der Park Avenue Radiology. Später lebte er in Hollywood (Florida).
Seine Beschäftigung mit Brustkrebs begann, nachdem seine erste Frau Bertha Goldberg Strax 1947 mit 39 Jahren daran starb. Anfang der 1960er Jahre war er maßgeblich an einer Studie an 62.000 Frauen im Alter von 40 bis 64 Jahren in New York beteiligt, die überzeugend nachwies, dass frühzeitiges Screening (Mammographie und manuelle Untersuchung bei der Hälfte der Patientinnen, keine Vorsorgeuntersuchung bei der anderen Hälfte) die Mortalitätsrate bei Brustkrebs erheblich (um ein Drittel) senkte. Die Studie wurde 1963 bis 1966 durchgeführt im Auftrag des Health Insurance Plan (HIP) von Greater New York. Schon vor Ende der Studie gründete er in New York zwei Kliniken zur Früherkennung von Brustkrebs, eines davon das Guttman Institut (ab 1996 von Sloan-Kettering übernommen), und die erste mobile Untersuchungseinheit in New York City. Er gründete auch eine Vorsorgeklinik in Fort Lauderdale in Florida (Strax Institute). Für die Untersuchung nahm er teilweise kein oder nur geringes Entgelt. Er legte neben der Röntgenuntersuchung Wert auf manuelle Untersuchung und Training von Patientinnen zur Eigenuntersuchung.
1988 erhielt er mit Sam Shapiro den Kettering-Preis.

## Schriften
- Early Detection: Breast Cancer is Curable, Harper Collins 1974
- Make Sure You Do Not Have Breast Cancer, St. Martin´s Press 1991